# Halowe Mistrzostwa Europy w Lekkoatletyce 2011 – bieg na 1500 m kobiet
Bieg na 1500 metrów kobiet – jedna z konkurencji rozegranych podczas halowych lekkoatletycznych mistrzostw Europy w hali Palais Omnisports de Paris-Bercy w Paryżu.

## Terminarz
| Data    | Godzina |            |
| ------- | ------- | ---------- |
| 4 marca | 17:30   | Eliminacje |
| 5 marca | 17:15   | Finał      |

## Rezultaty

### Eliminacje

#### Bieg 1
| Poz. | Tor | Zawodniczka            | Reprezentacja   | Czas    | Uwagi |
| ---- | --- | ---------------------- | --------------- | ------- | ----- |
| 1    | 2   | Jelena Arżakowa        | Rosja           | 4:10,29 | Q     |
| 2    | 5   | Sylwia Ejdys           | Polska          | 4:11.04 | Q     |
| 3    | 4   | Stacey Smith           | Wielka Brytania | 4:11,95 |       |
| 4    | 7   | Charlotte Schönbeck    | Szwecja         | 4:11,96 |       |
| 5    | 1   | Ingvill Måkestad Bovim | Norwegia        | 4:12,13 |       |
| 6    | 6   | Ioana Doagă            | Rumunia         | 4:12,26 | PB    |
| 7    | 3   | Natalija Tobias        | Ukraina         | 4:16,67 |       |
| 8    | 8   | Dudu Karakaya          | Turcja          | 4:30,29 |       |

#### Bieg 2
| Poz. | Tor | Zawodniczka       | Reprezentacja   | Czas    | Uwagi |
| ---- | --- | ----------------- | --------------- | ------- | ----- |
| 1    | 4   | Renata Pliś       | Polska          | 4:12,15 | Q     |
| 2    | 8   | Isabel Macías     | Hiszpania       | 4:13,26 | Q, PB |
| 3    | 2   | Fanjanteino Félix | Francja         | 4:13,31 |       |
| 4    | 6   | Jelena Korobkina  | Rosja           | 4:13,45 |       |
| 5    | 7   | Hannah England    | Wielka Brytania | 4:13,54 |       |
| 6    | 1   | Jennifer Wenth    | Austria         | 4:16,74 |       |
| 7    | 5   | Marina Munćan     | Serbia          | 4:18,09 |       |
| 8    | 3   | Natalla Karejwa   | Białoruś        | 4:22,30 |       |

#### Bieg 3
| Poz. | Tor | Zawodniczka           | Reprezentacja | Czas    | Uwagi |
| ---- | --- | --------------------- | ------------- | ------- | ----- |
| 1    | 6   | Jekatierina Martynowa | Rosja         | 4:09,93 | Q     |
| 2    | 7   | Nuria Fernández       | Hiszpania     | 4:10,07 | Q     |
| 3    | 2   | Lindsey De Grande     | Belgia        | 4:10,24 | q     |
| 4    | 5   | Sara Moreira          | Portugalia    | 4:10,65 | q, PB |
| 5    | 1   | Anżelika Szewczenko   | Ukraina       | 4:11,16 | q, PB |
| 6    | 4   | Sigrid Vanden Bempt   | Belgia        | 4:12,05 |       |
| 7    | 3   | Ancuța Bobocel        | Rumunia       | 4:12,71 |       |

### Finał
| Poz. | Tor | Zawodniczka           | Reprezentacja | Czas    | Uwagi |
| ---- | --- | --------------------- | ------------- | ------- | ----- |
|      | 2   | Jelena Arżakowa       | Rosja         | 4:13,78 |       |
|      | 5   | Nuria Fernández       | Hiszpania     | 4:14,04 |       |
|      | 4   | Jekatierina Martynowa | Rosja         | 4:14,16 |       |
| 4    | 7   | Renata Pliś           | Polska        | 4:15,16 |       |
| 5    | 1   | Isabel Macías         | Hiszpania     | 4:15,76 |       |
| 6    | 6   | Lindsey De Grande     | Belgia        | 4:16,15 |       |
| 7    | 3   | Sara Moreira          | Portugalia    | 4:16,67 |       |
| 8    | 8   | Anżelika Szewczenko   | Ukraina       | 4:18,19 |       |
| 9    | 5   | Sylwia Ejdys          | Polska        | 4:20,99 |       |